# Bégaar
Bégaar (gaskonsko Begar) je naselje in občina v francoskem departmaju Landes regije Akvitanije. Naselje je leta 2009 imelo 1.093 prebivalcev.

## Geografija
Kraj leži v pokrajini Gaskonji 23 km severovzhodno od Daxa.

## Uprava
Občina Bégaar skupaj s sosednjimi občinami Beylongue, Boos, Carcen-Ponson, Laluque, Lesgor, Pontonx-sur-l'Adour, Rion-des-Landes, Saint-Yaguen, Tartas in Villenave sestavlja kanton Tartas-zahod s sedežem v Tartasu. Kanton je sestavni del okrožja Dax.

## Zanimivosti
- cerkev sv. Petra v verigah;